# Campionatul Mondial de Hochei pe Gheață

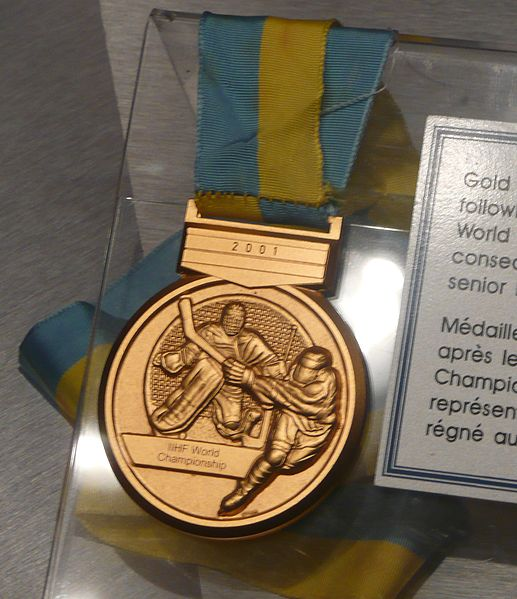
Medalia de aur a Campionatului Mondial din 2001

Campionatul Mondial de Hochei pe Gheață este principala competiție de hochei pe gheață masculin pentru națiuni și este organizat de Federația Internațională de Hochei pe Gheață. Se desfășoară în fiecare an cu 16 echipe.

## Istoric
Primul turneu olimpic a fost organizat în cadrul Jocurilor Olimpice de vară din 1920. Ulterior a fost recunoscut drept primul campionat mondial. Din anul 1930 există Campionatele Mondiale, desfășurate în fiecare an.

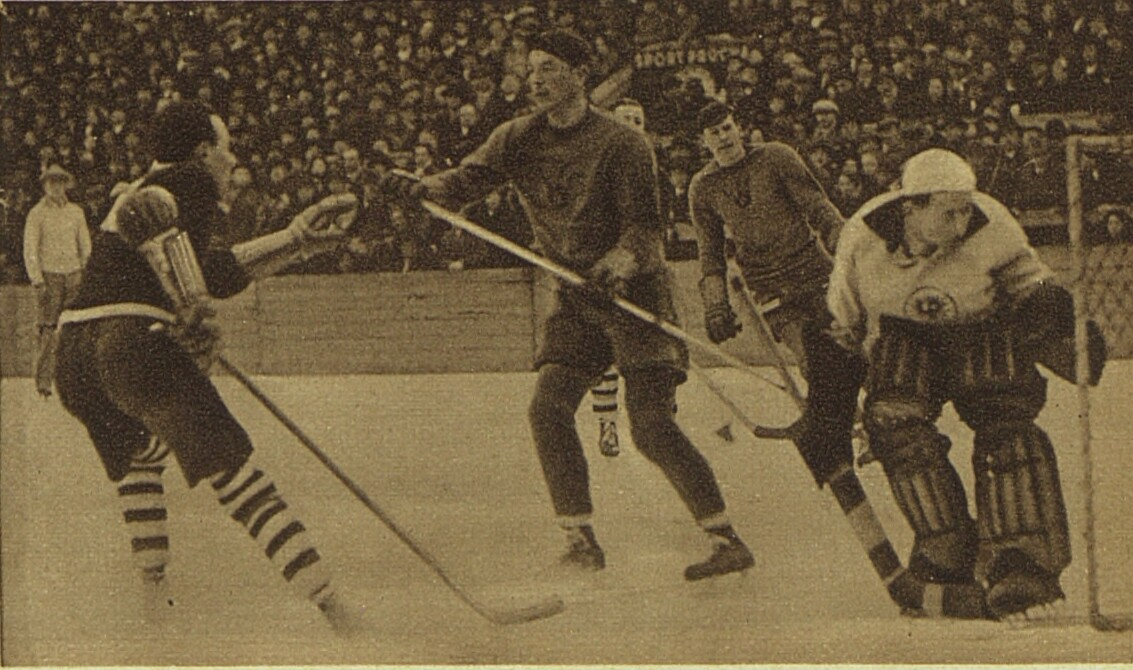
Cehoslovacia-Austria în 1933
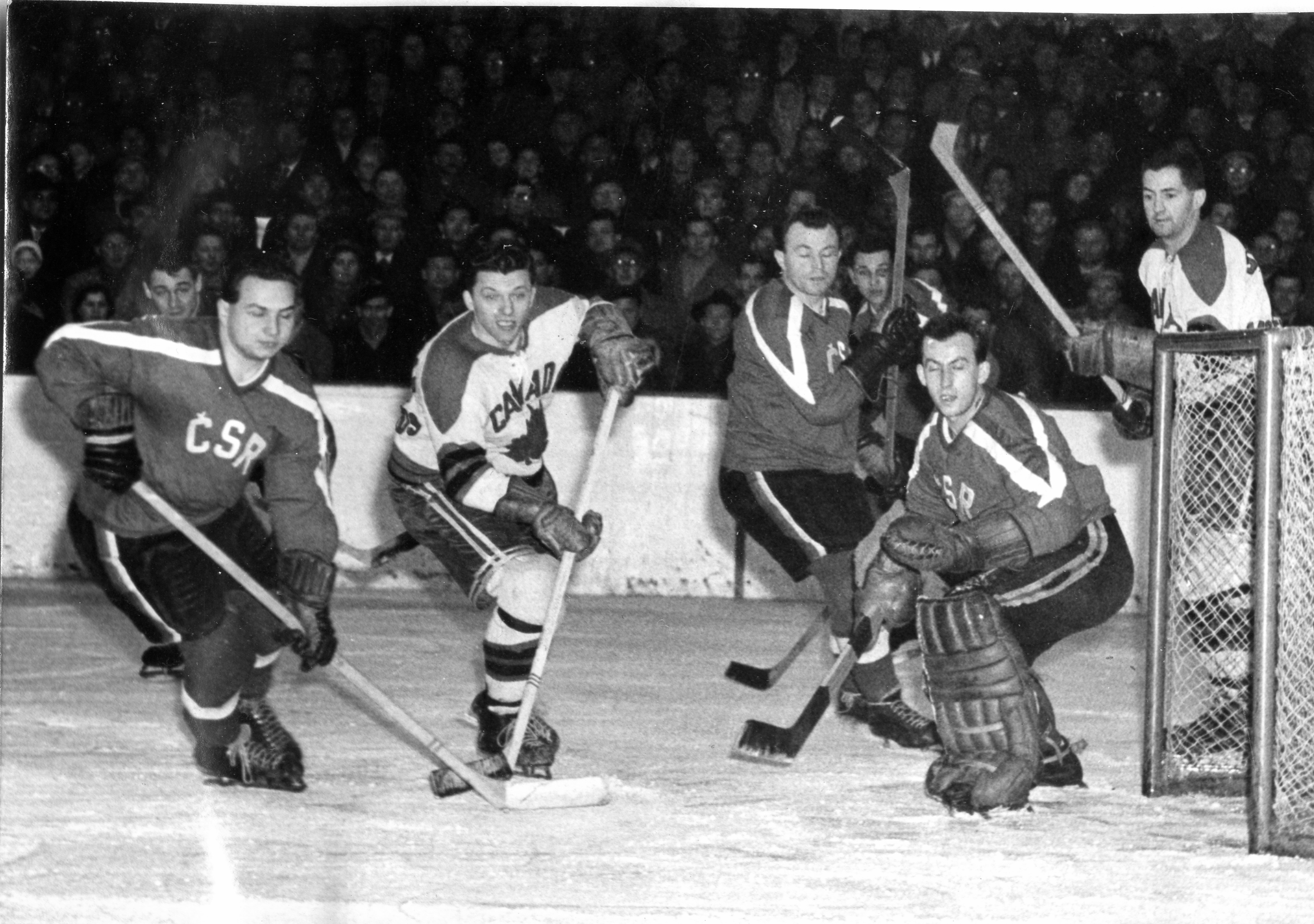
Canada-URSS în 1959
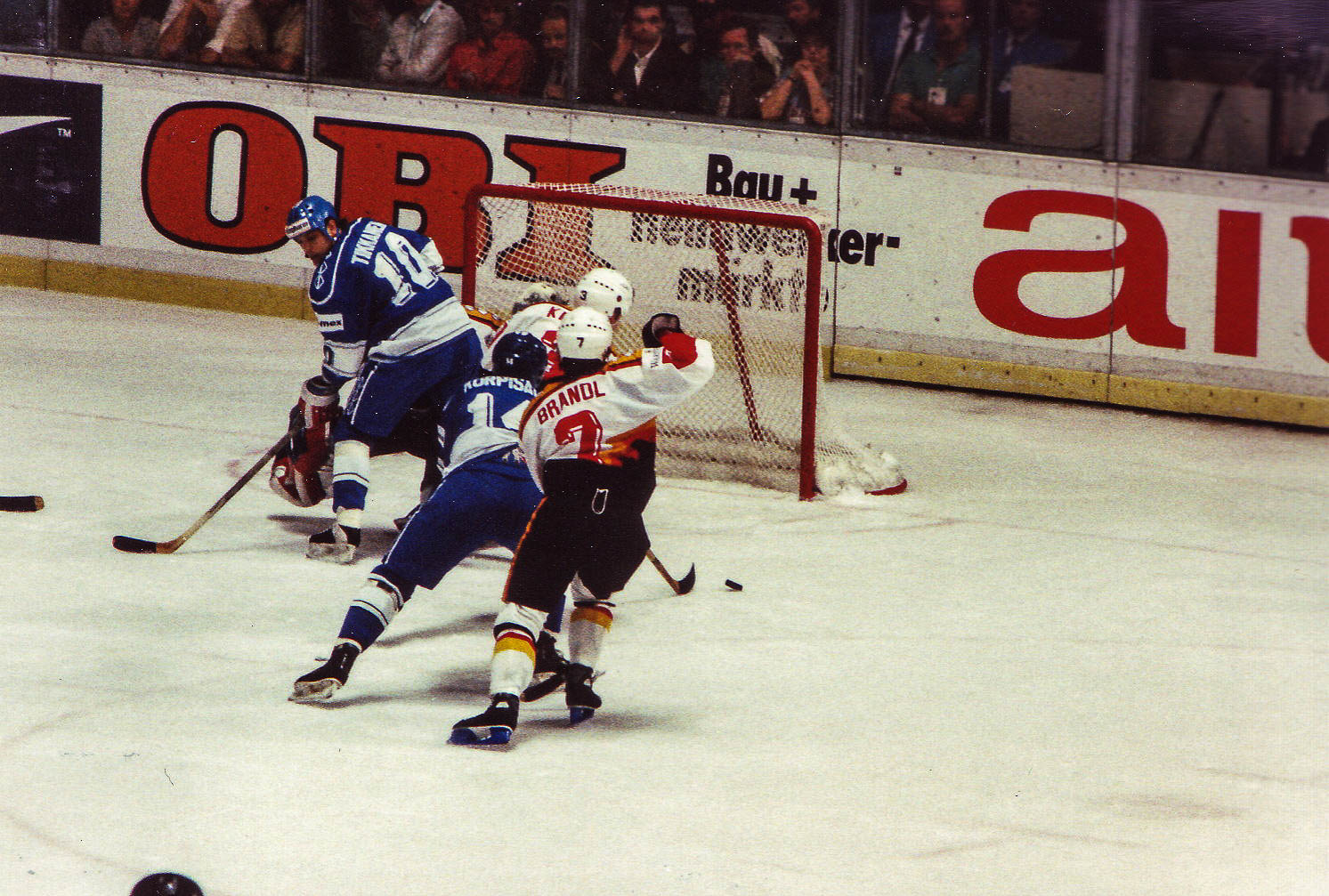
Finlanda-Germania în 1993
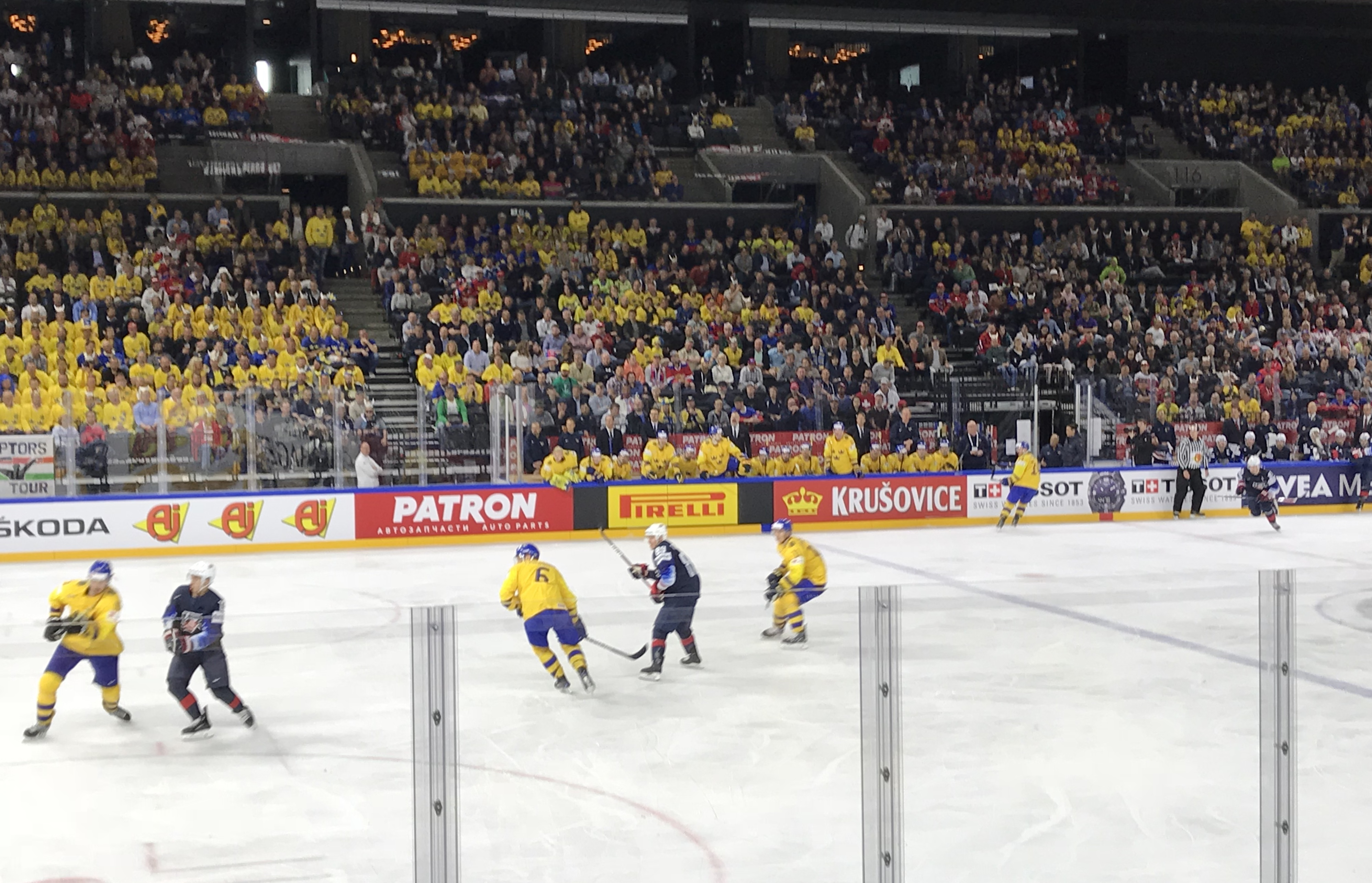
Suedia-SUA în 2018

## Campionate
| Campionat | Gazdă                                                 | Aur          | Argint       | Bronz        |
| --------- | ----------------------------------------------------- | ------------ | ------------ | ------------ |
| 1920      | Anvers (Belgia, JO)                                   | Canada       | SUA          | Cehoslovacia |
| 1924      | Chamonix (Franța, JO)                                 | Canada       | SUA          | Regatul Unit |
| 1928      | St. Moritz (Elveția, JO)                              | Canada       | Suedia       | Elveția      |
| 1930      | Chamonix (Franța), Berlin (Germania), Viena (Austria) | Canada       | Germania     | Elveția      |
| 1931      | Krynica-Zdrój (Polonia)                               | Canada       | SUA          | Austria      |
| 1932      | Lake Placid (SUA, JO)                                 | Canada       | SUA          | Germania     |
| 1933      | Praga (Cehoslovacia)                                  | SUA          | Canada       | Cehoslovacia |
| 1934      | Milano (Italia)                                       | Canada       | SUA          | Germania     |
| 1935      | Davos (Elveția)                                       | Canada       | Elveția      | Regatul Unit |
| 1936      | Garmisch-Partenkirchen (Germania, JO)                 | Regatul Unit | Canada       | SUA          |
| 1937      | Londra (Marea Britanie)                               | Canada       | Regatul Unit | Elveția      |
| 1938      | Praga (Cehoslovacia)                                  | Canada       | Regatul Unit | Cehoslovacia |
| 1939      | Zürich, Basel (Elveția)                               | Canada       | SUA          | Elveția      |
| 1947      | Praga (Cehoslovacia)                                  | Cehoslovacia | Suedia       | Austria      |
| 1948      | St. Moritz (Elveția, JO)                              | Canada       | Cehoslovacia | Elveția      |
| 1949      | Stockholm (Suedia)                                    | Cehoslovacia | Canada       | SUA          |
| 1950      | Londra (Marea Britanie)                               | Canada       | SUA          | Elveția      |
| 1951      | Paris (Franța)                                        | Canada       | Suedia       | Elveția      |
| 1952      | Oslo (Norvegia, JO)                                   | Canada       | SUA          | Suedia       |
| 1953      | Zürich, Basel (Elveția)                               | Suedia       | Germania     | Elveția      |
| 1954      | Stockholm (Suedia)                                    | URSS         | Canada       | Suedia       |
| 1955      | Krefeld, Dortmund, Düsseldorf, Köln (RFG)             | Canada       | URSS         | Cehoslovacia |
| 1956      | Cortina d’Ampezzo (Italia, JO)                        | URSS         | SUA          | Canada       |
| 1957      | Moscova (Uniunea Sovietică)                           | Suedia       | URSS         | Cehoslovacia |
| 1958      | Oslo (Norvegia)                                       | Canada       | URSS         | Suedia       |
| 1959      | Praga, Bratislava (Cehoslovacia)                      | Canada       | URSS         | Cehoslovacia |
| 1960      | Squaw Valley (SUA, JO)                                | SUA          | Canada       | URSS         |
| 1961      | Genf, Lausanne (Elveția)                              | Canada       | Cehoslovacia | URSS         |
| 1962      | Colorado Springs, Denver (SUA)                        | Suedia       | Canada       | SUA          |
| 1963      | Stockholm (Suedia)                                    | URSS         | Suedia       | Cehoslovacia |
| 1964      | Innsbruck (Austria, JO)                               | URSS         | Suedia       | Cehoslovacia |
| 1965      | Tampere (Finlanda)                                    | URSS         | Cehoslovacia | Suedia       |
| 1966      | Ljubljana (Iugoslavia)                                | URSS         | Cehoslovacia | Canada       |
| 1967      | Viena (Austria)                                       | URSS         | Suedia       | Canada       |
| 1968      | Grenoble (Franța, JO)                                 | URSS         | Cehoslovacia | Canada       |
| 1969      | Stockholm (Suedia)                                    | URSS         | Suedia       | Cehoslovacia |
| 1970      | Stockholm (Suedia)                                    | URSS         | Suedia       | Cehoslovacia |
| 1971      | Berna, Genf (Elveția)                                 | URSS         | Cehoslovacia | Suedia       |
| 1972      | Praga (Cehoslovacia)                                  | Cehoslovacia | URSS         | Suedia       |
| 1973      | Moscova (Uniunea Sovietică)                           | URSS         | Suedia       | Cehoslovacia |
| 1974      | Helsinki (Finlanda)                                   | URSS         | Cehoslovacia | Suedia       |
| 1975      | München, Düsseldorf (RFG)                             | URSS         | Cehoslovacia | Suedia       |
| 1976      | Katowice (Polonia)                                    | Cehoslovacia | URSS         | Suedia       |
| 1977      | Viena (Austria)                                       | Cehoslovacia | Suedia       | URSS         |
| 1978      | Praga (Cehoslovacia)                                  | URSS         | Cehoslovacia | Canada       |
| 1979      | Moscova (Uniunea Sovietică)                           | URSS         | Cehoslovacia | Suedia       |
| 1981      | Göteborg, Stockholm (Suedia)                          | URSS         | Suedia       | Cehoslovacia |
| 1982      | Helsinki, Tampere (Finlanda)                          | URSS         | Cehoslovacia | Canada       |
| 1983      | Düsseldorf, Dortmund, München (RFG)                   | URSS         | Cehoslovacia | Canada       |
| 1985      | Praga (Cehoslovacia)                                  | Cehoslovacia | Canada       | URSS         |
| 1986      | Moscova (Uniunea Sovietică)                           | URSS         | Suedia       | Canada       |
| 1987      | Viena (Austria)                                       | Suedia       | URSS         | Cehoslovacia |
| 1989      | Stockholm, Södertälje (Suedia)                        | URSS         | Canada       | Cehoslovacia |
| 1990      | Berna, Fribourg (Elveția)                             | URSS         | Suedia       | Cehoslovacia |
| 1991      | Turku, Helsinki, Tampere (Finlanda)                   | Suedia       | Canada       | URSS         |
| 1992      | Praga, Bratislava (Cehoslovacia)                      | Suedia       | Finlanda     | Cehoslovacia |
| 1993      | Dortmund, München (Germania)                          | Rusia        | Suedia       | Cehia        |
| 1994      | Bozen, Canazei, Milano (Italien)                      | Canada       | Finlanda     | Suedia       |
| 1995      | Stockholm, Gävle (Suedia)                             | Finlanda     | Suedia       | Canada       |
| 1996      | Viena (Austria)                                       | Cehia        | Canada       | SUA          |
| 1997      | Helsinki, Turku, Tampere (Finlanda)                   | Canada       | Suedia       | Cehia        |
| 1998      | Zürich, Basel (Elveția)                               | Suedia       | Finlanda     | Cehia        |
| 1999      | Oslo, Hamar, Lillehammer (Norvegia)                   | Cehia        | Finlanda     | Suedia       |
| 2000      | Sankt Petersburg (Rusia)                              | Cehia        | Slovacia     | Finlanda     |
| 2001      | Köln, Hannover, Nürnberg (Germania)                   | Cehia        | Finlanda     | Suedia       |
| 2002      | Göteborg, Jönköping, Karlstad (Suedia)                | Slovacia     | Rusia        | Suedia       |
| 2003      | Helsinki, Tampere, Turku (Finlanda)                   | Canada       | Suedia       | Slovacia     |
| 2004      | Praga, Ostrava (Cehoslovacia)                         | Canada       | Suedia       | SUA          |
| 2005      | Viena, Innsbruck (Austria)                            | Cehia        | Canada       | Rusia        |
| 2006      | Riga (Letonia)                                        | Suedia       | Cehia        | Finlanda     |
| 2007      | Moscova, Mîtișci (Rusia)                              | Canada       | Finlanda     | Rusia        |
| 2008      | Québec, Halifax (Canada)                              | Rusia        | Canada       | Finlanda     |
| 2009      | Berna, Kloten (Elveția)                               | Rusia        | Canada       | Suedia       |
| 2010      | Köln, Mannheim, Gelsenkirchen (Germania)              | Cehia        | Rusia        | Suedia       |
| 2011      | Bratislava, Košice (Slovacia)                         | Finlanda     | Suedia       | Cehia        |
| 2012      | Helsinki (Finlanda), Stockholm (Suedia)               | Rusia        | Slovacia     | Cehia        |
| 2013      | Stockholm (Suedia), Helsinki (Finlanda)               | Suedia       | Elveția      | SUA          |
| 2014      | Minsk (Belarus)                                       | Rusia        | Finlanda     | Suedia       |
| 2015      | Praga, Ostrava (Cehia)                                | Canada       | Rusia        | SUA          |
| 2016      | Moscova, Sankt Petersburg (Rusia)                     | Canada       | Finlanda     | Rusia        |
| 2017      | Köln (Germania), Paris (Franța)                       | Suedia       | Canada       | Rusia        |
| 2018      | Copenhaga, Herning (Danemarca)                        | Suedia       | Elveția      | SUA          |
| 2019      | Bratislava, Košice (Slovacia)                         | Finlanda     | Canada       | Rusia        |
| 2021      | Riga (Letonia)                                        | Canada       | Finlanda     | SUA          |
| 2022      | Tampere, Helsinki (Finlanda)                          | Finlanda     | Canada       | Cehia        |
| 2023      | Tampere (Finlanda), Riga (Letonia)                    | Canada       | Germania     | Letonia      |
| 2024      | Praga, Ostrava (Cehia)                                | Cehia        | Elveția      | Suedia       |
| 2025      | Stockholm (Suedia), Herning (Danemarca)               | SUA          | Elveția      | Suedia       |
| 2026      | Zürich, Fribourg (Elveția)                            |              |              |              |
| 2027      | Düsseldorf, Mannheim (Germania)                       |              |              |              |

## Legături externe
- Materiale media legate de Campionatele Mondiale de Hochei pe Gheață la Wikimedia Commons
- en  Site web oficial
- en  ALL MEDALLISTS la Federația Internațională de Hochei pe Gheață